# Nompumelelo Ngoma
Nompumelelo Ngoma, née en 1984 est une artiste plasticienne et une graveuse. Certaines de ses œuvres ont été acquises par le musée national d'Art africain pour la collection permanente de cette institution américaine.

## Biographie
Nompumelelo Ngoma est née en 1984 à Soweto, en Afrique du Sud,.
Elle fréquente le South West Gauteng College où elle étudie les beaux-arts. Elle suit ensuite un programme de gravure de trois ans à l'Artist Proof Studio et obtient un diplôme spécialisé en arts visuels à l'université de Johannesbourg en 2012.
Sa monoimpression, Take Care of Me, est acquise par le musée national d'Art africain en 2014 et est présentée dans l'exposition I Am...Contemporary Women Artists of Africa organisée par ce musée. En 2016, elle reçoit le prix Cassirer Welz,,. 
La première exposition personnelle de Ngoma s'intitule Thula Mfazi ! (ce qui signifie en zoulou : « Tais-toi femme ») et a lieu à Johannesbourg en 2017,. En 2021, le travail de Ngoma est inclus dans une exposition en ligne de la galerie de l'université du Nord-Ouest (NWU) intitulée Mantariana Mbokodo Musings, et axée sur cinq femmes artistes sud-africaines,,.  
Ngoma vit et travaille à Johannesbourg.